# Altenweddingen

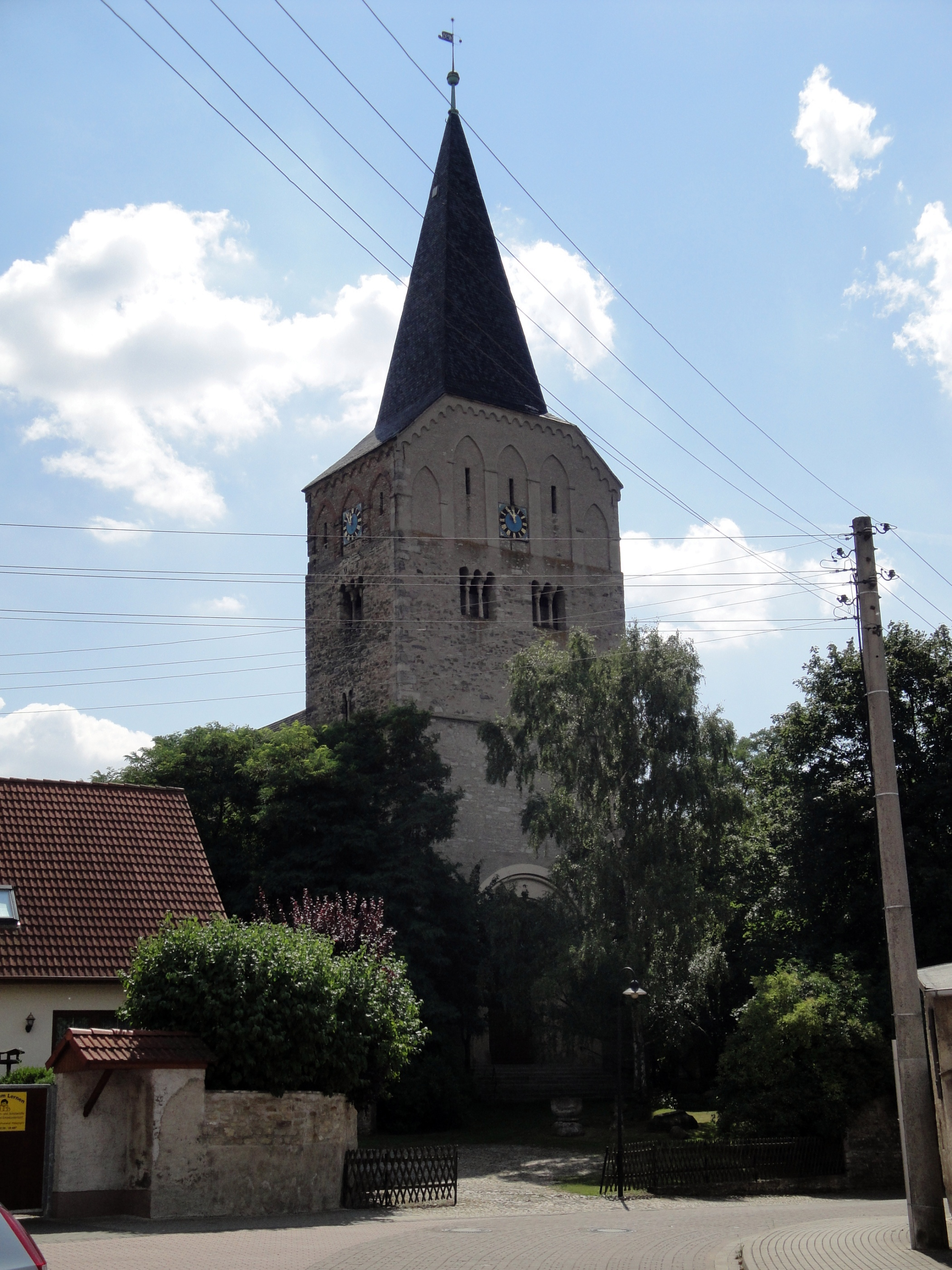
Evangelische Kirche St. Martinus in Altenweddingen

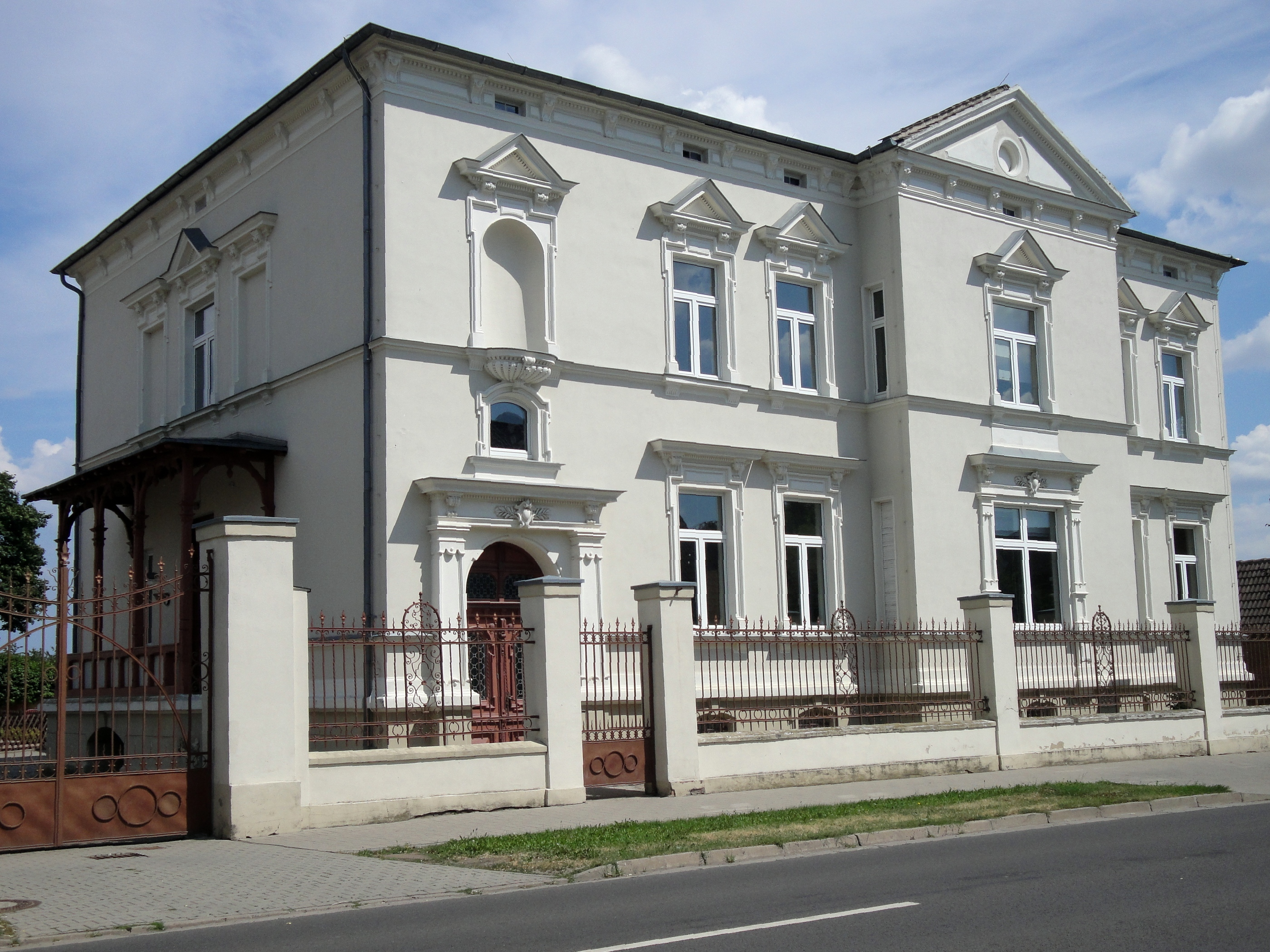
Grundschule Altenweddingen

Altenweddingen ist ein Ortsteil der Einheitsgemeinde Sülzetal im Landkreis Börde in Sachsen-Anhalt.

## Geografie
Altenweddingen mit einer Fläche von 2607 ha liegt in der touristischen Region der Magdeburger Börde circa 10 km südlich von Magdeburg. Durch den Ort verläuft die Bundesstraße 246a.

## Geschichte
Altenweddingen wurde zuerst in einer Urkunde vom 29. Januar 946 erwähnt, in dieser schenkt König Otto I. dem Mauritiuskloster in Magdeburg verschiedene Güter u. a. auch in Aldun Uuattingi das ganze Dorf mit allem Zubehör. In derselben Urkunde wird auch die Siedlung Körlingen als Crullingi erwähnt, eine heutige Wüstung, die nahe bei Altenweddingen liegt.
In Altenweddingen wurde 1768 die erste Braunkohle Preußens gefördert. Durch den Zusammenschluss etlicher Gemeinden zur neuen Einheitsgemeinde Sülzetal verlor Altenweddingen am 1. April 2001 seine politische Selbstständigkeit.

## Politik

### Wappen
Das Wappen wurde am 22. März 1938 durch den Oberpräsidenten der Provinz Sachsen verliehen. Der Entwurf stammt von W. Kluge und ist im Landesarchiv Sachsen-Anhalt hinterlegt.
Blasonierung: „In Blau ein goldener Apfelbaum mit drei roten Äpfeln.“
Der Apfelbaum ist Sinnbild des Lebens, seine drei Früchte zugleich Symbole der drei Reiche, durch die er besteht. Nicht zuletzt ist die Gemeinde Altenweddingen ein Gärtner- und Baumschulendorf. Die Farben Blau und Gold, die den Bördehimmel und das Ährenfeld verkörpern, galten bisher schon als Farben des Dorfes.
Das Wappen wurde von dem in Osterweddingen lebenden Grafiker Willy Kluge gestaltet.

## Persönlichkeiten
- Paul Händler (1833–1903), Historien- und Kirchenmaler
- Ruth Brandin (1940–2024), Schlagersängerin

## Verkehr
Altenweddingen lag an der Bahnstrecke Schönebeck–Blumenberg. Diese ist stillgelegt.